# 国王之败
《国王之败》是丹麦作家约翰内斯·威廉·延森创作的现代主义历史小说。这部小说讲述了米克尔·策尔森（Mikkel Thøgersen）的一生。他从一开始是个在哥本哈根读书的学生，到之后来成为了国王克里斯蒂安二世的随从，再到后来国王在与贵族们的政治斗争失败后被一同囚禁在森讷堡的城堡中，直到死去。
小说所描述的故事大致从15世纪末起到16世纪中叶结束，其中有相当多的真实历史人物出场，真实历史事件包括了伯爵战争和斯德哥尔摩大屠杀。
《国王之败》最早于1900-01年间分三部分出版。第一部分为春天之死（Forårets Død)，第二部分盛夏(Den Store Sommer)及最后一部分，冬天（Vinter）。
《国王之败》被认为是丹麦文化的经典之作，1999年，丹麦的两家报纸《政治报》和《柏林人报》的读者将其评为本世纪最佳小说。

## 章节
以中国国际广播出版社2019年版本为准

### 春天之死
第一章开始，小说的主角米克尔·策尔森在塞利茨列夫（Serridslev)的一间酒馆里和几个来自萨克森卫队的士兵们喝酒，同时他也认识了故事中的另一位主要角色欧德·易瓦尔森（Otte Iversen），但他没有参与到米克尔和德国士兵的对话中。在德国士兵各自讲了一些故事之后他们就离开了，为了在城门关闭前进城。在第三章结尾，米克尔被哥本哈根大学开除了，因为他已经很久没有参加教堂礼拜了。
米克尔被大学开除后再次见到了欧德·易瓦尔森。欧德正在前往与瑞典开战的路上，但在开战之前，他与犹太女孩苏珊娜发生了一夜情。而米克尔一直暗恋着她。没过多久，苏珊娜就因为“卖淫”而被游街示众，驱逐出了城市。因此他决定向欧德复仇。从那时开始，米克尔开始仇恨欧德。
八月时，米克尔回到家乡，利姆海峡的谷地去看望他的父亲和兄弟。同年九月时，米克尔强奸了欧德所爱的女孩安娜米德（Ane Mette)，以此作为复仇。十月，欧德从瑞典的战争中归来后，一个老人（应该是苏珊娜的父亲）告诉了他发生在安娜米德身上的事。得知此事后欧德匆匆忙忙地穿越了大贝尔特海峡，甚至连他的坐骑都因此疲惫而死。当他来到希默兰了解到所发生的一切后，他怀着深深的悲痛骑马回到了莫霍尔姆的家族庄园。

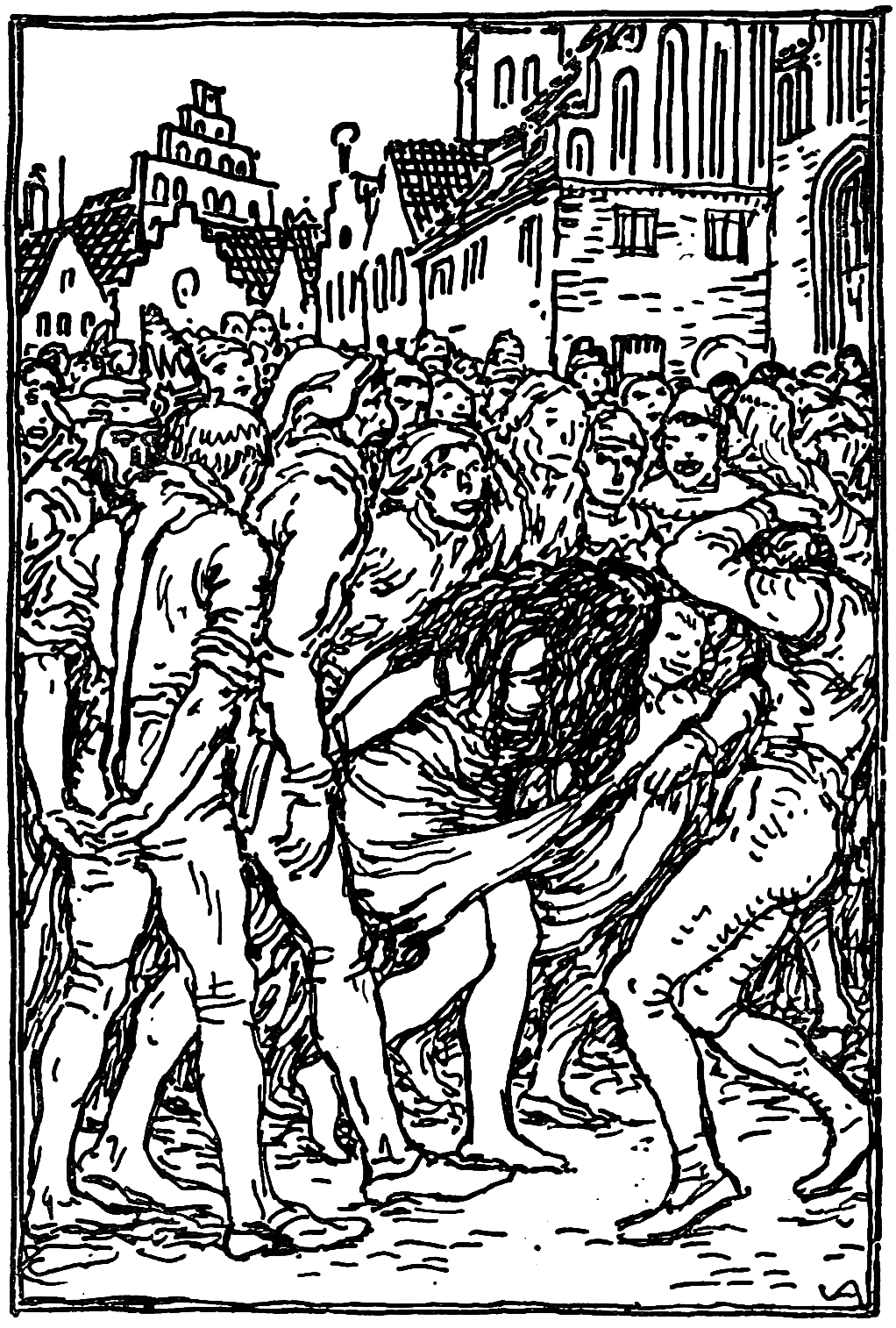
Valdemar Andersen为本作所画的描绘了苏珊娜被游街示众时的插画，1913

来年一月，米克尔犯下罪行后，应征入伍成为一名雇佣兵，后又得知欧德在国王的军队里成为了一名骑兵少尉。米克尔参加了对迪特马尔申的战争，并勉强幸存下来。

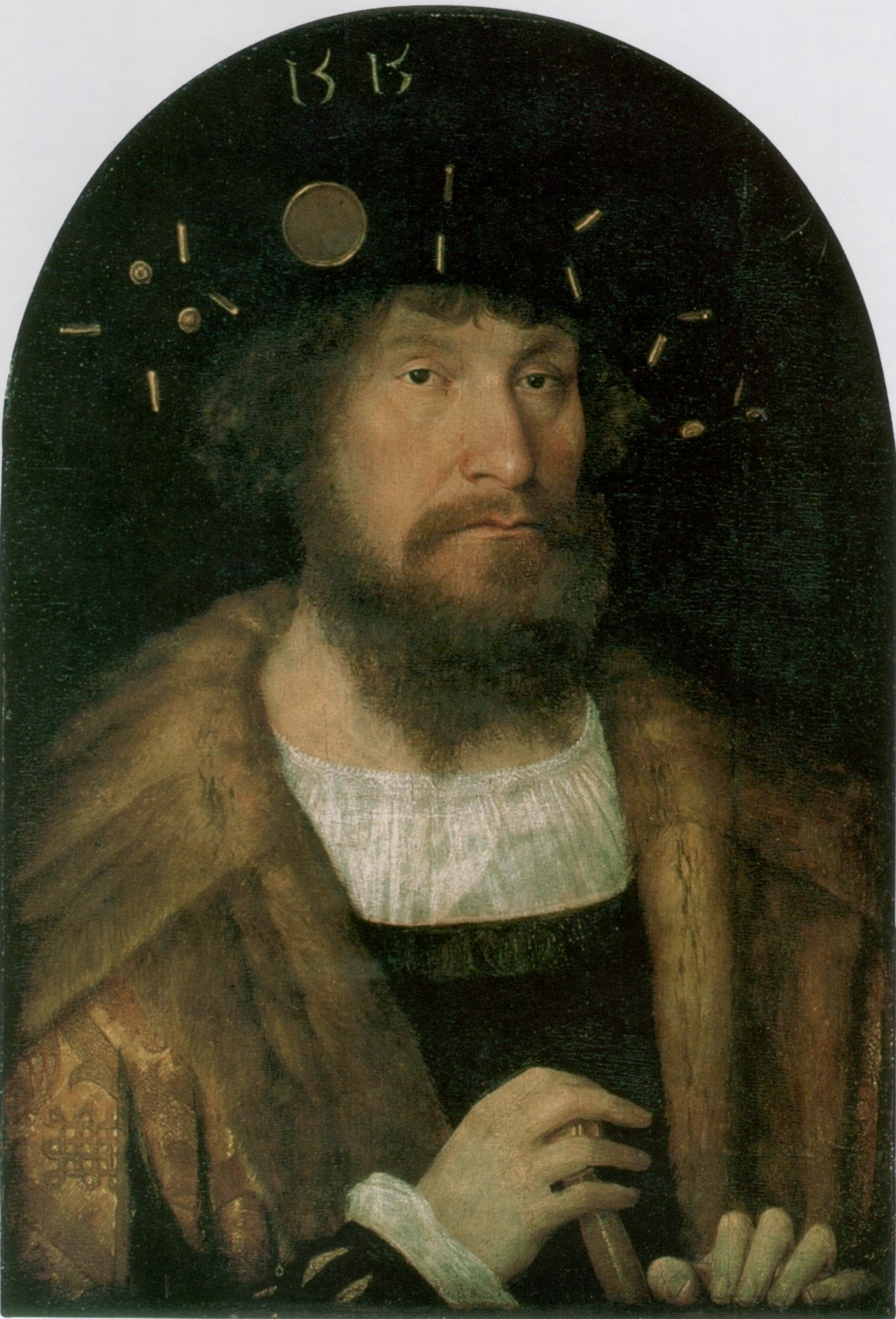
米歇尔·西托 (Michel Sittow)于1515 年创作的克里斯蒂安二世的肖像。约翰尼斯·威廉·延森于 1945年 9月在 《政治报》的专栏中提到了这幅画。

### 盛夏
故事开篇《阿克塞尔骑着马出现》是在欧登塞主教严斯·安德森·贝尔德纳克(Jens Andersen Beldenak)的府邸开始，小说中的另一个主要角色阿克塞尔来到主教家中，向主教传达信息。主教读了这条信息后，让阿克塞尔在年长的米克尔的陪伴下，向博尔格鲁姆（Børglum）送回一条新消息。第二章《再次回家》中，他们一起骑马穿过日德兰半岛，在旅途中，阿克塞尔告诉米克尔自己有一张用希伯来语写成的藏宝图，这是他从一位老人那里得到的。米克尔告诉他，他懂希伯来语。第二天，他们要将其中一封信送往莫霍尔姆，而那里的地主正是欧德·易瓦尔森。欧德招待了阿克塞尔，阿克塞尔在交谈中使欧德知道了他就是他和苏珊娜的私生子。欧德意识到这点后，以自己家里有病人为由拒绝为阿克塞尔提供住宿，于是阿克塞尔很快就离开了。米克尔回到了在希默兰的家中，他发现自己的父亲居然还活着。米克尔从弟弟那里得知欧德和安娜米德已经结婚。

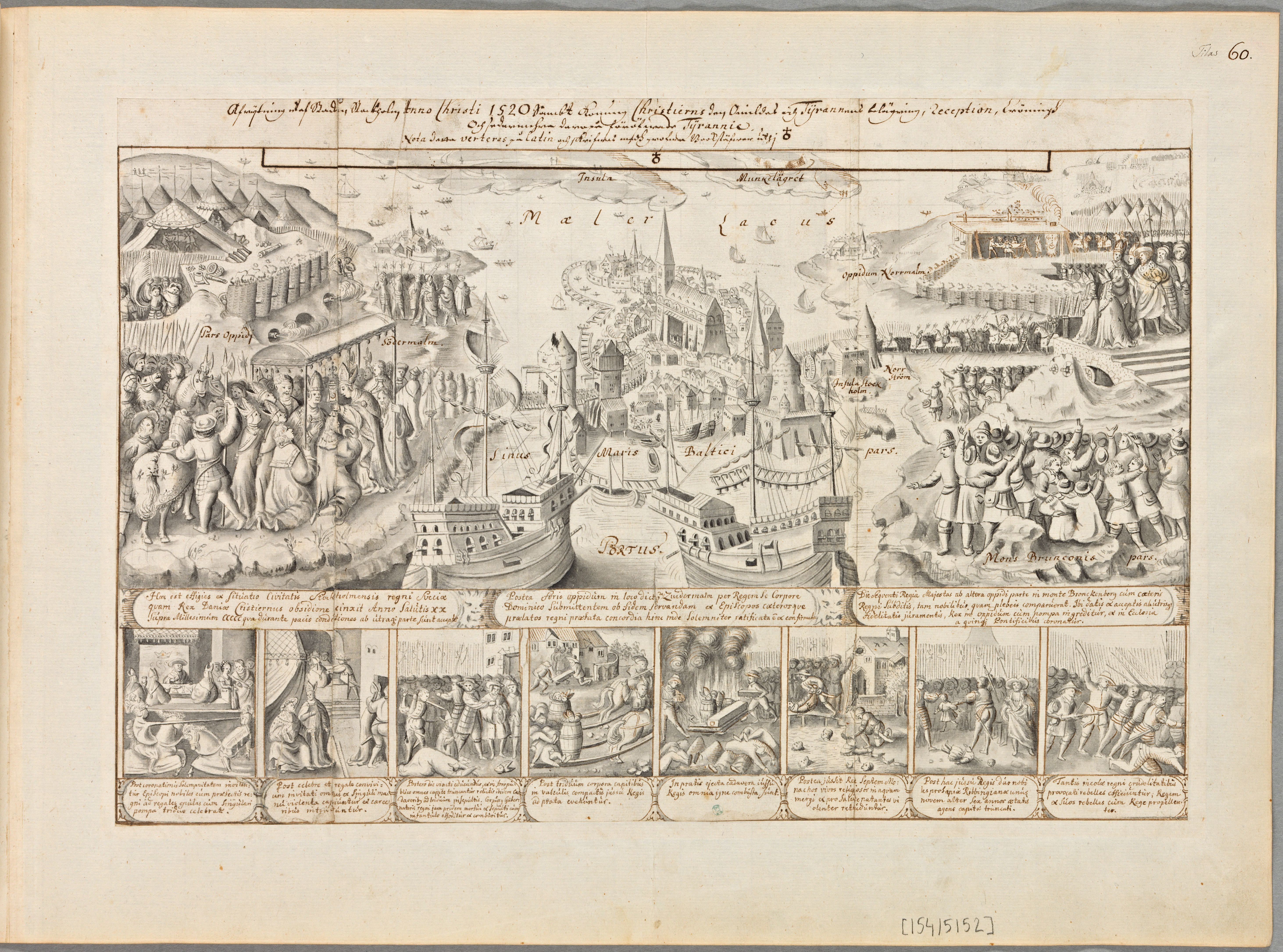
记录了斯德哥尔摩惨案的一幅画。
照片： 皇家图书馆

在下一章中，1520年11月，米克尔再次出现在延斯·安德森的随从中。延斯·安德森曾随克里斯蒂安二世国王前往斯德哥尔摩，在参观了国王的桑拿浴室后，米克尔用拉丁文向大主教古斯塔夫·特罗尔(Gustav Trolle) 递交一封简短的信息。这消息只有一句话consummatum est—意为"事已成" 。随后，特罗尔问米克尔是否想成为一名文书，但米克尔表示他想成为一名骑兵。同晚，米克尔便作为仪仗队的卫兵出现在国王举办的公众晚会中了。在那天晚上，他还在晚会中看见了阿克塞尔。两人在斯德哥尔摩度过了一个晚上，在那天凌晨，他们去到斯德哥尔摩城外买春，并在其中一艘船上遇到了妓女露西。第二天中午，米克尔和阿克塞尔回到了城里。晚上后，阿克塞尔在从城外回到自己住处时发现露西找到了自己的房间。
与此同时，米克尔正在见证了斯德哥尔摩大屠杀。不久后，阿克塞尔也在自己的住处目击了处决的全过程。
斯德哥尔摩大屠杀后，米克尔病倒了。阿克塞尔寻找米克尔，因为他们都认为他处于极端状态。米克尔提出要翻译阿克塞尔的希伯来文藏宝图，因为担心有人会偷走他的宝藏。但阿克塞尔拒绝了。他们当时都不知道露西早就偷走了这份文件。米克尔对阿克塞尔的不信任感到愤怒，但对阿克塞尔的恨意却使他逐渐康复。当米克尔康复时，阿克塞尔迎娶了他追求已久的女孩西格丽德。然而，婚礼几天后，阿克塞尔便跑去拜访他年轻时代的恋人克尔斯汀。陶醉于对西格丽德的爱和对克尔斯滕的向往，他决定直接骑马前往丹麦，结果却在瑞典的森林中迷路了。在这里，他遇到了异教徒克瑟和他的女儿玛格达莉娜。西格丽德和克尔斯汀被遗忘了，阿克塞尔和玛格达莉娜在森林里度过了冬天。
第二年夏天，他离开了玛格达莉娜，不久之后，阿克塞尔和米克尔将迎来他们两人间的最后一次交会。米克尔正在休假中，他打算前往耶路撒冷，但首先他将访问他的家乡。在回家的路上，米克尔听说阿克塞尔要举行和英格尔结婚的宴会。 米克尔很快意识到英格尔是他自己的女儿，这是他对欧德的未婚妻安娜米德的报复性强奸的结果。米克尔不想见到英格尔，而阿克塞尔跟着他穿过了瓦尔普松。然而，米克尔心中对阿克塞尔的仇恨依然在燃烧，当两人在路上走到一段距离时，米克尔·特格森用剑重重地击中了阿克塞尔的膝盖。然后他打开阿克塞尔德角囊，阿克塞尔在里面存放了希伯来文文的藏宝图，但容器是空的。阿克塞尔醒来后住在当地的一家旅馆，但米克尔的剑后伤口无法愈合，几天后阿克塞尔去世。
克里斯蒂安二世正在失去对北欧的控制。 1523 年，米克尔再次成为国王的随从，国王在一个决定命运的夜晚在小贝尔特决定了他的命运。国王与日德兰贵族的谈判破裂了，贵族们放弃了对他的忠诚。国王一次又一次地在米澤爾法特和赫内堡城堡之间来回航行，无法决定是否应该在日德兰继续谈判。他想去米泽尔法特，在那里他能好好睡一晚，因此他下令向菲英岛航行。但因为怀疑，在看到米泽尔法特的灯光后，他又调头转向日德兰。当黎明到来时，他还在菲英岛这边。
在《盛夏》的最后一章《英格尔》中，作者使用了一个虚构的地名 kvorne 并化用了民间故事Aage og Else 的内容，英格尔为她死去的男人阿克塞尔哭泣。一天晚上，他拜访了她，她恳求他带她去坟墓，但阿克塞尔拒绝了。他回到他的坟墓，英格尔再也没有见到他。

### 冬天
小说的时间再次飞跃。米克尔从他的圣地朝圣回家。一切似乎都没有改变，但剧变正在发生。该地区的农民发动起义，烧毁了莫霍尔姆庄园并杀死了欧德·易瓦尔森。
农民在斯文斯特鲁普镇的一场战斗中击败了贵族。然而，战争的成功并没有持续下去：不久之后，克莱门特船长在奥尔堡附近的一场战斗中击败了农民。国王的忠实盟友特罗尔大主教受了致命伤，其他人要么自杀，要么被杀。国王在森讷堡城堡被俘，米克尔也一同被关押。
国王和米克尔讨论地球是否围绕太阳旋转，反之亦然。为了得到这个答案，米克尔前往吕贝克去找撒迦利亚，后者必须知道这条信息。他有一个秘密疗法：一个人的头骨被切除，这样他的大脑就可以不受阻碍地生长。这个人造人叫做卡罗鲁斯，是国王的私生子。撒迦利亚和米克尔同意他第二天回来时得到答案。但是米克尔发烧了。他在城里揭露撒迦利亚的事。事发后撒迦利亚和卡罗鲁斯被活活烧死。米克尔带着一个悬而未决的案件返回森讷堡。与此同时，米克尔的孙女依德（ide）和提琴手雅各布来到城堡。米克尔病得很重，但仍花时间向国王讲述欧洲战场的故事。国王向米克尔·艾德展示，但米克尔不想与她有任何关系；他说他没有孩子。米克尔死后被放在城堡军械库的麦草上，过了一段时间才被下葬。提琴手雅各布喝醉后，在院子里的一棵树上吊死了。

## 概述

### 春天之死
|    | 章节                | 时间                  | 地点                                                                   | 人物                                                             | 主要情节                             |
| -- | ------------------- | --------------------- | ---------------------------------------------------------------------- | ---------------------------------------------------------------- | ------------------------------------ |
| 1  | 米克尔              | 1497年                | 塞利茨列夫，北港                                                       | 米克尔·策尔森、欧德·易瓦尔森、克拉斯                             |                                      |
| 2  | 夜幕下的哥本哈根    | 1497年后的夜晚        | 哥本哈根                                                               | 米克尔、欧瓦·加布里尔、克里斯蒂安二世（王子）、欧德·易瓦尔森     |                                      |
| 3  | 梦想者              | 1497年5月             | 哥本哈根和“湖边”和韦斯特波特外                                         | 米克尔·策尔森、延斯·安德森·贝尔德纳克、欧德·易瓦尔森             |                                      |
| 4  | 春天的痛苦          | 五旬节，1497年5月夜晚 | 哥本哈根、哥本哈根城外、圣尼古拉公墓、东桥,、西桥、北港 提及：利姆海峡 | 米克尔·策尔森、欧德·易瓦尔森                                     |                                      |
| 5  | 米克尔沉陷          | 1497年的夏天          | 哥本哈根的公墓、 rakkerkule外，西港                                    | 米克尔·策尔森、杰尔克、安德斯·格劳                               |                                      |
| 6  | 欧德·易瓦尔森的沉沦 | 1497年夏天            | 哥本哈根，皮莱斯特赖德                                                 | 米克尔·策尔森、欧德·易瓦尔森、苏珊娜                             | 欧德与苏珊娜发生一夜情               |
| 7  | 石头被抬出城        | 1497年七月            | 哥本哈根及通往赫尔辛格的路上                                           | 米克尔·策尔森、苏珊娜、孟德尔·施派尔、国王汉斯、拾荒拉克人杰尔克 | 苏珊娜被守夜人抓住，判处游街后被驱逐 |
| 8  | 回家                | 1494年，收获季 1497   | 日德兰                                                                 | 米克尔·策尔森、米克尔的父亲策尔、尼尔斯·策尔森、安娜米德、       | 米克尔回到老家                       |
| 9  | 思念                | 1497年夏天            | 希默兰                                                                 | 米克尔,策尔,延斯·西维尔特森                                      |                                      |
| 10 | 雷雨天              | 1497年                | 希默兰                                                                 | 米克尔·策尔森、尼尔斯·策尔森、策尔                               |                                      |
| 11 | 报复                | 1497年9月             | 希默兰                                                                 | 米克尔·策尔森，安娜米德                                          | 米克尔强奸安娜米德                   |
| 12 | 回报                | 1497年10月            | 哥本哈根码头、罗斯基勒、索勒、欧登塞、大贝尔特海峡、兰讷斯、瓦埃勒     | 欧德·易瓦尔森、延斯·西维尔特森                                   | 欧德回到自己的家乡莫霍尔姆           |
| 13 | 死亡                | 冬天，原作未写年份    | 瓦尔普淞的渡口                                                         | 拟人化的死亡                                                     |                                      |
| 14 | 再次见面            | 1500 年1月            | 迪特马尔申，荷尔斯泰因                                                 | 米克尔·策尔森、欧德·易瓦尔森、国王汉斯                           | 黑明施泰德战役                       |

### 盛夏
|    | 章节                                 | 时间                     | 地点                                                           | 人物 | 主要情节                                               |
| -- | ------------------------------------ | ------------------------ | -------------------------------------------------------------- | --- | ------------------------------------------------------ |
| 1  | 阿克塞尔骑着马出现                   | 1520年4月                | 欧登塞、日德兰                                                 | 延斯·安德森·贝尔德纳克 、阿克塞尔、阿格妮特、米克尔                                                      | 阿克塞尔向主教延斯传递消息，阿克塞尔提到了博格松德战役 |
| 2  | 再次回家                             | 4月                      | 日德兰北部、中部、Graabølle（虚构）、莫霍尔姆                  | 阿克塞尔、米克尔·策尔森、欧德·易瓦尔森                                                                   | 阿克塞尔向米克尔展示他的藏宝图                         |
| 3  | 事已成（原文为拉丁文Consumatum est） | 1520年11月某个星期二     | 斯德哥尔摩，桑拿房                                             | 米克尔·策尔森、克里斯蒂安二世、延斯·安德森·贝尔德纳克、雍恩·埃里克森、迪特里克·斯劳赫克、古斯塔夫·特罗勒 | 米克尔成为了国王卫队的一员                             |
| 4  | 桨帆船                               | 1520年11月               | 斯德哥尔摩，阿克塞尔的住处                                     | 阿克塞尔、西格丽德、米克尔·策尔森、露西                                                                  |                                                        |
| 5  | 历史的陷阱                           | 1520 年11月7日           | 斯德哥尔摩                                                     | 阿克塞尔、米克尔·策尔森、露西、古斯塔夫·特罗勒、克里斯蒂安二世                                           |                                                        |
| 6  | 露西                                 | 1520年11月               | 斯德哥尔摩                                                     | 阿克塞尔、露西、在阿克塞尔的梦中：西格丽德、克里斯托弗·哥伦布                                            |                                                        |
| 7  | 血洗                                 | 1520年11月               | 斯德哥尔摩                                                     | 阿克塞尔、大主教马蒂亚斯、露西、米克尔·策尔森                                                            | 斯德哥尔摩大屠杀                                       |
| 8  | 愿主垂怜                             | 1520年11月               | 斯德哥尔摩，圣尼古拉教堂、圣克拉拉修道院、圣雅各布教堂、南郊岛 | 米克尔·策尔森                                                                                            |                                                        |
| 9  | 小小的命运安排                       | 1520年11月，12 月        | 斯德哥尔摩                                                     | 阿克塞尔、米克尔·策尔森、西格丽德                                                                        |                                                        |
| 10 | 在原始森林                           | 1521年十二月，冬天，春天 | 瑞典，克瑟的房子                                               | 阿克塞尔、克瑟、玛格达莉娜                                                                               |                                                        |
| 11 | 角囊                                 | 1522年夏天               | 瓦尔普松、希默兰                                               | 阿克塞尔、米克尔·策尔森                                                                                  | 瑞典解放战争                                           |
| 12 | 复归                                 | 1522年夏天               | 希默兰，Graabølle一家客栈                                      | 阿克塞尔、匝加利亚                                                                                       |                                                        |
| 13 | 丹麦式的死亡                         | 1522年夏天               | 希默兰，Graabølle                                              | 阿克塞尔、米克尔·策尔森                                                                                  | 阿克塞尔去世                                           |
| 14 | 国王倒台                             | 1523年2 月 10 日         | 小贝尔特海峡、国王前往菲英岛的渡船上、米泽尔法特               | 克里斯蒂安二世、米克尔·策尔森、安布罗西乌斯·波丙德                                                       |                                                        |
| 15 | 宝藏                                 | 1523年以后               | 阿姆斯特丹,都灵                                                | 四个德国雇佣兵                                                                                           |                                                        |
| 16 | 英格尔                               |                          | Graabølle公墓，瓦尔普松                                        | 复活了的阿克塞尔、英格尔                                                                                 | 灵感来自民歌Aage and Else                              |

### 冬天
|    | 章节         | 时间                                     | 地点                                                                                     | 人物                                                                                              | 主要情节                                                   |
| -- | ------------ | ---------------------------------------- | ---------------------------------------------------------------------------------------- | ------------------------------------------------------------------------------------------------- | ---------------------------------------------------------- |
| 1  | 再次还乡     | 1534年9月                                | 希默兰                                                                                   | 米克尔·策尔森、尼尔斯·策尔森、尼尔斯的三个儿子和妻子                                              | Clementsfejden                                             |
| 2  | 红色的雄鸡   | 1534年秋                                 | 希默兰，莫霍尔姆                                                                         | 斯特芬,、索伦·布洛克、米克尔·策尔森、尼尔斯·策尔森、尼尔斯的妻子、尼尔斯的儿子延斯、欧德·易瓦尔森 | Clementsfejden                                             |
| 3  | 失败         | 1534年秋、1534年10月16日、1534年12月18日 | Himmerland, 斯文斯特鲁普,奥尔堡                                                          | 尼尔斯·策尔森和他两个儿子、米克尔·策尔森、约翰·兰曹                                               | Clementsfejden、斯文斯特鲁普之战                           |
| 4  | 时间         | 1535 ， 1536 ， 1537                     | Øksnebjerg ,哥本哈根、吕贝克                                                             | 古斯塔夫·特罗勒、安布罗西乌斯·波丙德、延斯·安德森·贝尔德纳克、约翰·兰曹                           | 欧克斯那贝尔格战役（Slaget ved Øksnebjerg)和哥本哈根围城战 |
| 5  | 雅各布和依德 |                                          | Grabølle、莫霍尔姆、奥尔堡、森讷堡城堡、安霍尔特岛、莱斯岛、兰讷斯、利姆海峡、赫尔辛格、 | 克里斯蒂安二世、米克尔·策尔森、雅各布、依德                                                       |                                                            |
| 6  | 无家可归     |                                          | 西兰岛，赫尔辛格、薩姆斯島、日德兰、斯卡恩                                               | 雅各布、依德、渔夫                                                                                |                                                            |
| 7  | 在森讷堡     | 1543 年 10 月                            | 丹麦, 森讷堡、阿尔斯岛                                                                   | 雅各布、依德、克里斯蒂安二世、米克尔·策尔森、贝尔特拉姆·阿勒菲尔德                                |                                                            |
| 8  | 卡罗鲁斯     |                                          | 森讷堡、吕贝克                                                                           | 米克尔·策尔森、匝加利亚、卡罗勒斯                                                                 |                                                            |
| 9  | 火           |                                          | 吕贝克                                                                                   | 米克尔·策尔森、匝加利亚、卡罗勒斯                                                                 |                                                            |
| 10 | 冬天的声音   |                                          | 森讷堡城堡                                                                               | 克里斯蒂安二世、米克尔·策尔森、依德、雅各布                                                       |                                                            |
| 11 | 哥洛特之磨   |                                          |                                                                                          | 米克尔·策尔森、Fenja og Menja                                                                     |                                                            |
| 12 | 提琴手的告别 |                                          | 森讷堡城堡                                                                               | 米克尔·策尔森, 克里斯蒂安二世、雅各布                                                             | 歌曲“No wil a sej Jer Godnat”                              |

## 分析

### 背景

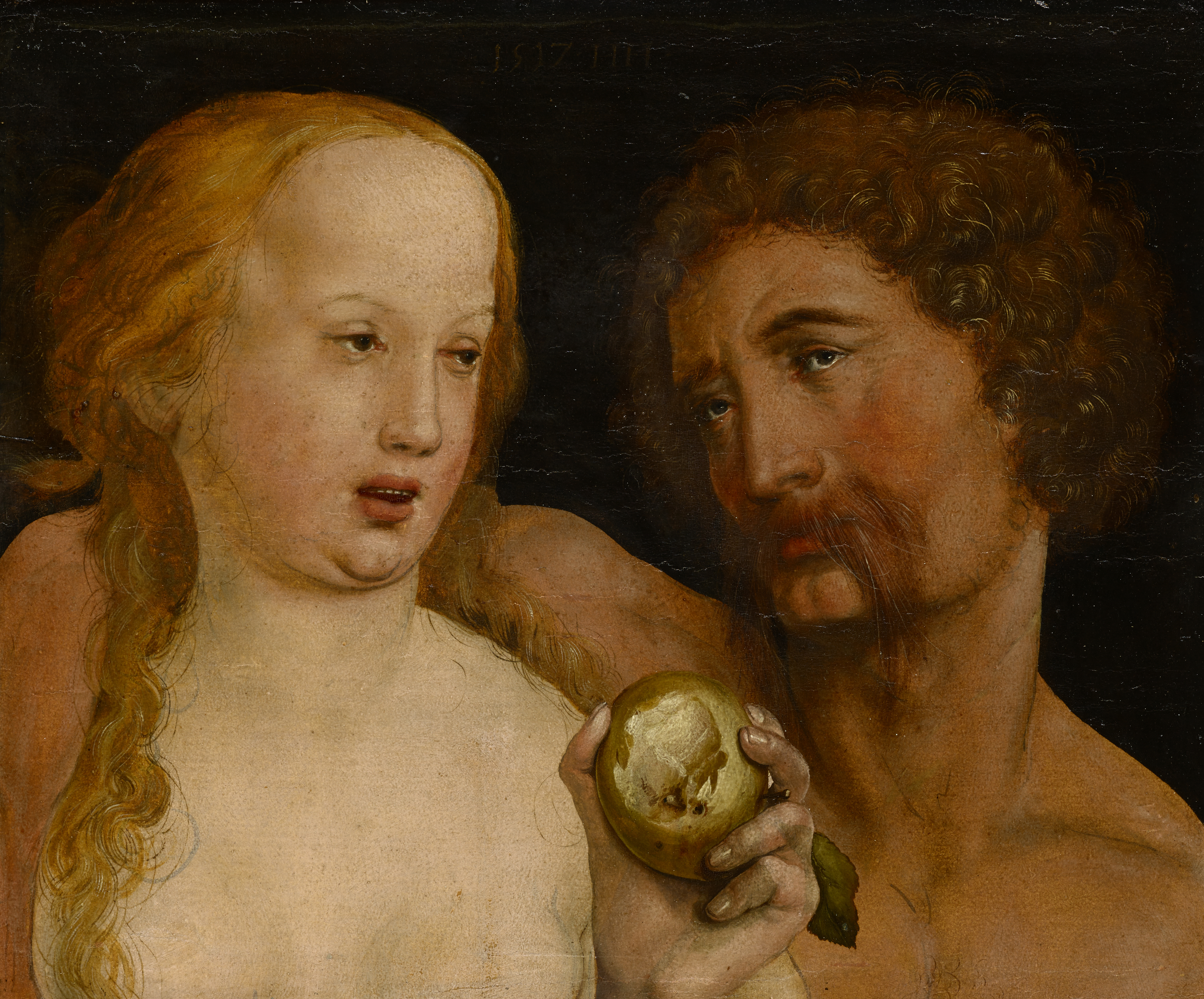
亚当和夏娃，小汉斯·霍尔拜因，1517 年。
照片： 巴塞尔艺术博物馆

文学史家Oluf Friis认为延森为这部小说做出的第一个行动可以追溯到1893年，而他最初的设想创作一部以瘟疫为主题的中世纪题材小说。在1893年10月18日延森写给民俗研究者Evald·Tang·Kristensen的一封信中，延森请求他提供有关黑死病的信息。这些请求包括想请他提供那时人们的穿着、生活方式等等，因为他在大学的图书馆中只能找到与医学有关的内容。除此之外，他还提到想要了解那个时代的地理以及民间传说。
A.D.约根森的《祖国历史的40个故事》也可能为延森提供了灵感。约根森有两章故事与克里斯蒂安二世有关，其中一章是关于他在森讷堡的囚禁。其中一篇说：“为了陪伴，他(国王）不得不与一位老战士凑合，这位老战士讲述了他的冒险经历，以此取悦他” 。

### 时代
大部分章节的时间段都可以根据历史资料来确定，因为它们夹杂了真实的历史事件。尽管《国王之败》部分的标题中包含了季节（春、夏、冬），但各部分故事中的处理并不限于这些季节。
小说中提及的第一个确定的时间为1500年，第一部分的最后一章《再次见面》。 本章中描绘的战斗，黑明施泰特战役，发生于1月。 在本章中，克拉斯使米克尔想起了三年前在哥本哈根的夜晚，因此可以确定，故事的开始是从1497年开始的。
故事情节的速度因章节而异。在第一章中，情节从黄昏开始到城门关闭之前的一个晚上结束，而最短的一章《宝藏》总结了四个德国雇佣兵一生。

### 人物

#### 米克尔·策尔森

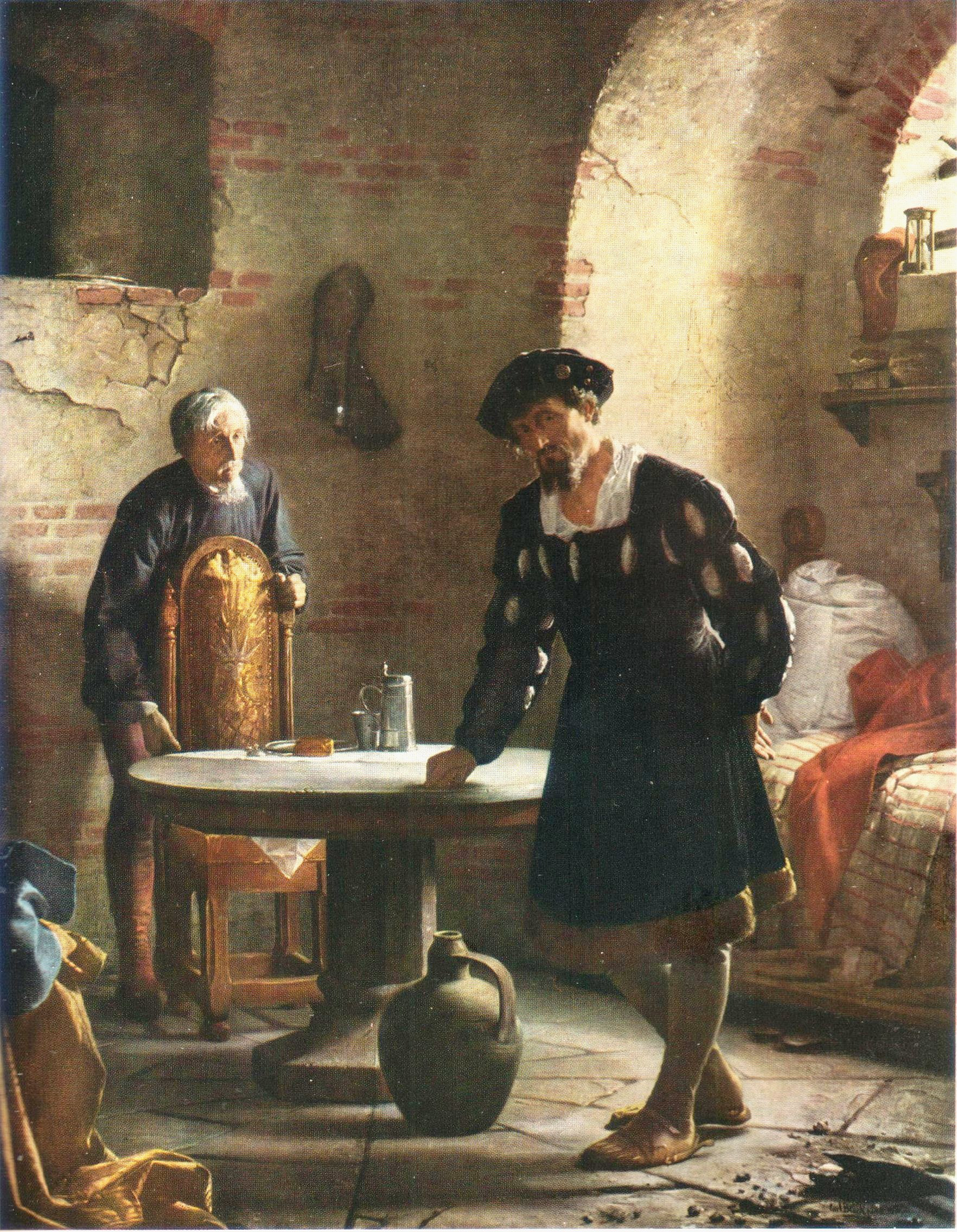
画家卡尔·布洛赫(Carl Bloch) 的作品 《克里斯蒂安二世在森讷堡的囚禁中》丹麦语：Christian II i fængslet på Sønderborg Slot，绘于1870-1871年间。

1871 年，卡尔·布洛赫 (Carl Bloch)基于被囚禁时的克里斯蒂安二世绕着桌子走的民间传说而创作了一幅画作，国王身后是一个仆人。延森在构思米克尔这个人物时就想到了这张图并以此为原型。 
米克尔·策尔森的生平与作者之间存在一些巧合。两人都是犹太人，也是哥本哈根大学的学生。在《梦想者》一章的结尾写道：“几天后，米克尔·策尔森，也被称为‘鹳’，突然毫无征兆地被逐出哥本哈根大学。而延森自己也选择在1896年放弃了他的医学研究。 两人也都是作家，在第一章中的拉丁文写就的“奥得河和迪斯蒂卡”（Oder og Distika)的作者”即是米克尔。延森患有耳鸣。他自己认为是梅尼埃病，而Oluf Friis认为那是耳硬化症。 关于米克尔的耳部缺陷，在《冬天的声音》一章和《哥洛特之磨》一章中都被称为“我的左耳的声音如此猛烈”，哥洛特源于米克尔的耳鸣，其第一句话便是：“每天夜里，一种撕心裂肺的声音轰鸣着向米克尔的左耳逼近。”

#### 苏珊娜

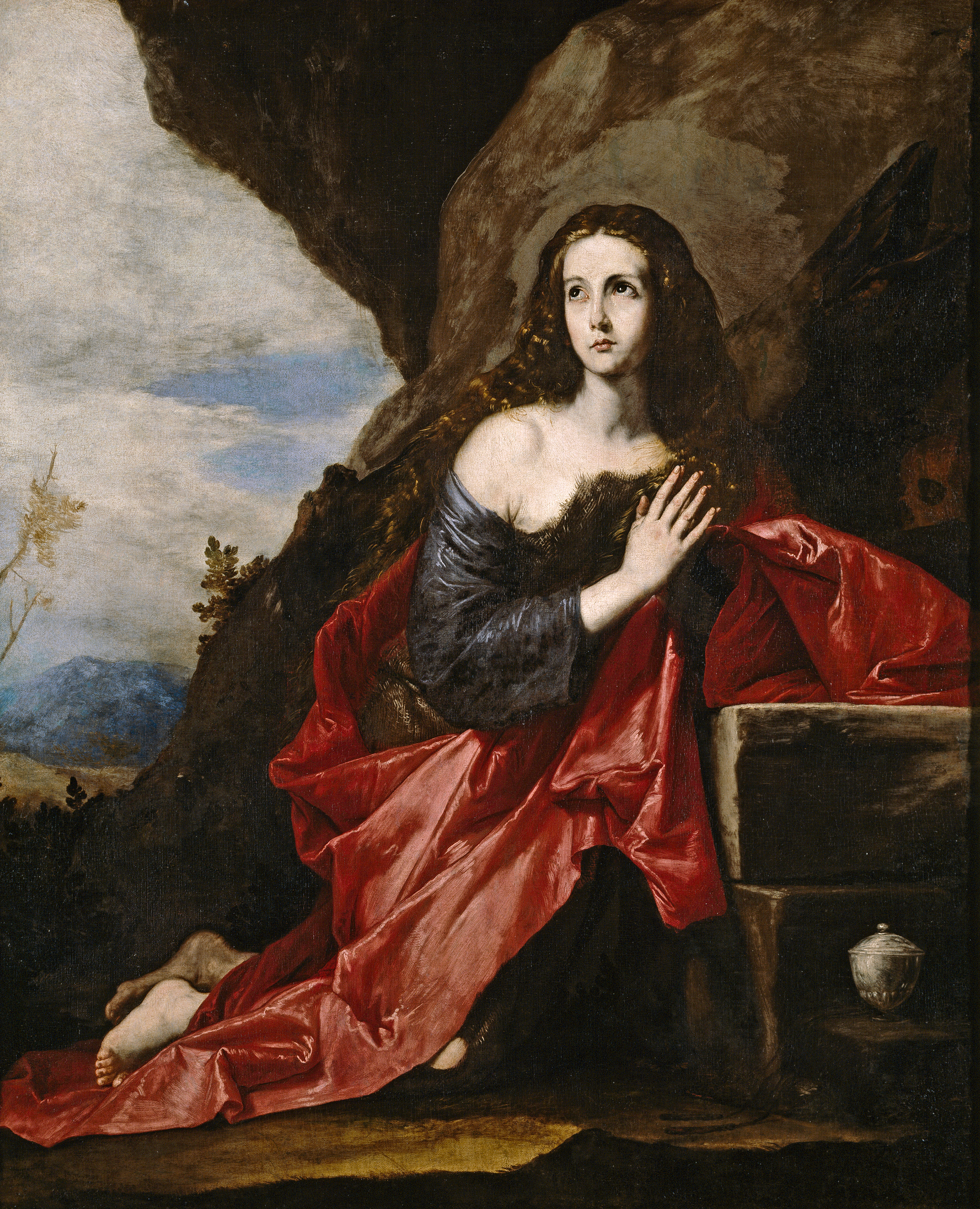
普拉多博物馆的Magdalena penitente ，苏珊娜可能的灵感来源。

另一副关于意大利城市里贝拉的画启发了作者。作者自己将这个角色称为：一副里贝拉的画，一个我在马德里见过的可爱的犹太女孩。虽然不知道他指的是哪幅画作，但Oluf Friis猜测它是一副抹大拉的玛丽亚题材的画作，更具体地说是创作于1641年的存放在普拉多博物馆的Magdalena penitente的画作。  

#### 匝加利亚

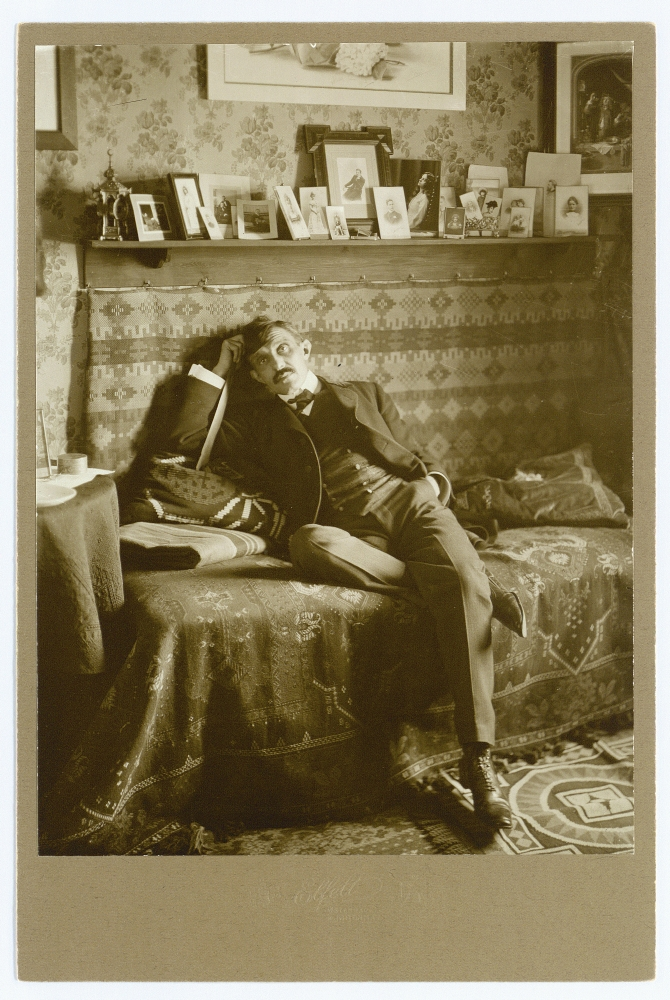
赫尔曼·邦，大约 1900 年。

匝加利亚的灵感来自另一位丹麦作家赫尔曼·邦（Herman Bang)。丹麦文学史家Leif Nedergaard有延森的记录，该记录可追溯到 1942 年至1943 年新年 。
Jeg havde ikke personligt imod Herman Bang, kendte ham kun fra en enkelt Lejlighed da jeg havde besøgt ham i Anledning af et Julehæfte han var Redaktør af og som jeg havde skrevet et Bidrag til. Han var meget skikkelig at tale med, ikke en Gang affekteret, men jo i sig selv sær; hele hans fremmedartede Fremtoning gik omgaaende, det var i 99, over i "Kongens Fald", den middelalderlige Adept og Markedsgøgler Zacharias, hvis det kan more Nogen at vide det.——J.V.Jensen
延森提到的Bidrag是短篇小说Nifingeren ，后来出现于他的另一部作品《希默兰的故事》中的Julefred。 在一封信中，他还写道：
Indtrykket af det mærkelige Menneske gik lige over i Bogen, jeg kort efter skrev. Zacharias maa man bedømme som man synes, fra min Side er Figuren ikke ment usympatisk.——J.V.Jensen
《国王之败》是延森大量使用色彩词的作品之一，其中出现过的颜色名词包括：绿松石蓝、粉蓝、血棕、棕黄、铁灰、冬灰、灰棕、鼠灰、苔藓绿、火黄、稻草黄、白蓝、黄绿、玫瑰红、血红、狐红、烫红、铜红、烟灰红、酒红 。在小说中，叠语法随处可见，例如“地球是绿色的，绿色的，”见《丹麦式的死亡》一章。另一个不寻常的是连词“og”和“men”的使用，它们在句子中用作开头词，例如“突然，仿佛有一道雾在米克尔的眼中升起“，和“尽管在良心上极度不安，米克尔却觉得自己得到了解脱。”两者都出自《梦想者》一章。
在简短的段落中，您习惯于引诱，  例如，“您以自豪感在您内部追踪的强大能力，好像您是世界上唯一的人，它被怀疑削弱了。”来自 丹麦式的死亡：“闭上眼睛，你会感受到地球草皮的甜美气味，土地柔软而绿色，就像海中的一张新鲜床，出生床，死亡床。”一个人还读到对话之外的生活方式：“看到三人一组不停地移动，一起走，在霜冻的空气中颤抖，......”（来自米克尔下沉）。

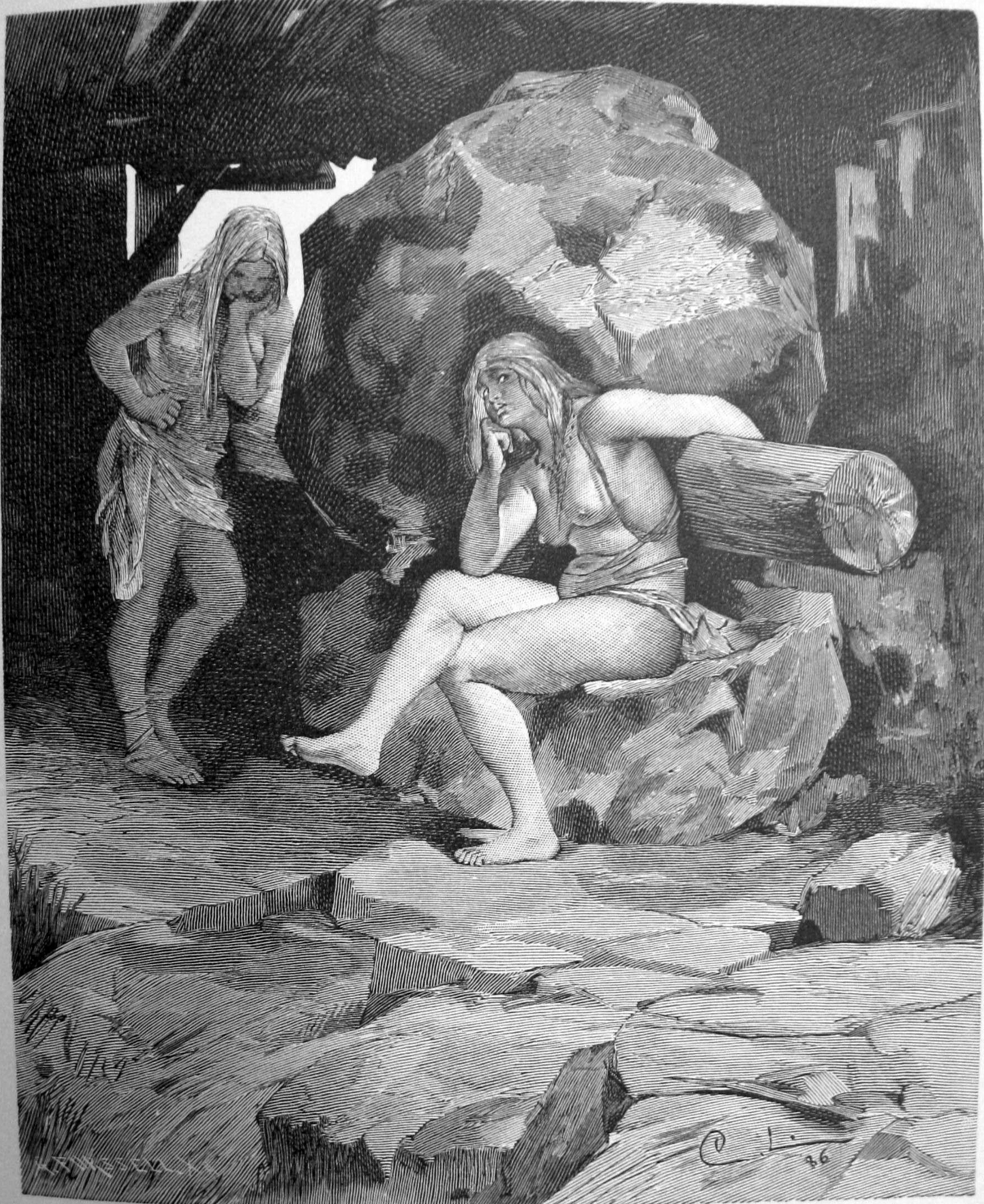
Fenja OG Menja ，哥洛特之磨，在第三诗的主题诗1906年和第9章（“Grotte”）在冬天 的主要部分。

拉丁诗行“的操作系统，dentes，鼻孔，生殖器，肱dantur / Torturis，quibus adjunge manusque德斯”，它出现在章时间最初是从在延斯·安德森·贝尔尔登克的哀叹。这些线条被翻译成“嘴巴、牙齿、鼻子、生殖器、他们折磨的手臂，/还有手和脚。” 

### 类型
已经讨论了国王的陨落的类型。 Johannes V. Jensen 本人在 1938 年提到该文本时称其为“严格的历史小说”。   Frithiof Brandt将其归于家乡诗歌， 而 Leif Nedergaard 认为它是“刻意的反自然主义作品” 而Per Dahl 则认为它是一部象征性小说。 
这种语言使一些读者将小说视为诗歌 用Kasper Støvring 的话来说，这部作品“在抒情上浓缩为一首伟大的散文诗”。 这部小说可以被视为诗歌尤其体现在来自 Winter 的第 9 章（“Grotte”），其中散文文本的主要部分被重新编辑为发表于Poems 1906的散文诗 Grottesangen以及后来的诗集。 
在对混合体裁作品的评论中，埃里克·斯凯姆-尼尔森将《国王的陨落》视为“历史小说、散文、神话和崩溃幻想的混合体”。 
作为形式实验的历史小说， Anne-Marie Mai提到了这一类型的其他人： 1918 年的Harald Kiddes Jærnet、 1919 年的Emil Bønnelyckes斯巴达人和1920 年的Fredrik Nygaard 的Vikingen。 

### 主题
Leif Nedergaard发现《国王之败》“关于普遍性：爱、死亡、对幸福的追求，描绘了在写作时没有太大变化的风景和农民生活。” 

#### 怀疑
怀疑被视为小说的主题，因此小说与约翰内斯·V.詹森的另一部核心作品——散文诗Paa Memphis Station 相关联。 该团队在国王瀑布一章中得到了特别的表达， 一个可疑的国王克里斯蒂安二世在菲英岛和日德兰岛之间的小带上来回航行，因为他无法做出决定。本章以句子结尾。